# بهدارگانج
بهدارگانج (به لاتین: Bhedarganj) یک منطقهٔ مسکونی در بنگلادش است که در ناحیه شریعت‌پور واقع شده‌است. بهدارگانج ۲۶۱٫۹۰ کیلومتر مربع مساحت و ۲۵۳٬۲۳۴ نفر جمعیت دارد.